# 参政党
参政党（日语：／ Sanseitō）是日本的一个保守主义政党，成立于2020年，自2022年第26届日本参议院议员通常选举得票率超过2%，获得1个议席，成为满足法律制度上政党条件的官方政党。

## 歷史
参政党的前身是原吹田市议会议员、龙马项目会长神谷宗币等人2019年4月开设的Youtube频道《政党DIY》。该频道在大约1年内发布了50多个关于社会问题和政治的视频，获得了约4.5万人的频道注册。
2020年3月17日该党作为政治团体进行申报，同年4月11日正式成立。结党成员除了神谷之外，还有KAZUYA、渡濑裕哉、筱原常一郎、松田学等人，此外大约聚集了约3000党员观看影片。
该党参加了2022年第26届日本参议院议员通常选举，在比例代表区推选了5名候选人，45个选区也全部提名了候选人，以获得议席为目标进行了活动。虽然当初进展艰难，但据党的相关人士称，同年4月左右，街头演讲的场景开始在YouTube等网站扩散，到选举公示日前，党员、支持者已经扩大到3万人，捐款额超过3亿日元。选举结果显示该党总计获得1席，神谷宗币在比例代表区当选。此外，由于选区、比例代表区都获得了2%以上得票率，因此满足了公职选举法和政党补助法的政党要求。

## 政治立场

### 政綱
参政党是保守色彩很强的政党。参政党理念是“保护日本的国家利益，为世界创造大和谐”。参政党的三项纲领为“活用先人的睿智，以天皇为中心建立一个统一的和平国家”、“追求日本的自立和繁荣，为人类的发展做出贡献”、“活用日本的精神和传统，创造和谐社会的模型”。

### 方針：十支柱
参政党将日本的目标形象总结为新国家建设的“10个支柱”，将其作为党政策的指导方针，涵盖社会、经济、教育、科技、国防、外交、内政、环境等各方面。应对2022年的参议院选举，该党提出三项重点政策：教育方面，比起成绩更加注重孩子思考能力，重视日本传统；食品和健康方面，推广不依赖化学药品的农业，抑制膨胀的医疗费用；国家保护方面，立法限制外国人投资，抑制外国劳动者的增加，不承认外国人参政权。参政党支持修改宪法，并将国防预算增加到GDP的3%。参政党共同代表之一赤尾由美将该党形容为“日本第一个反对全球主义的政党”。

### 新日本憲法構想案
2025年5月，作為「制憲計畫」的成果，参政党發表《新日本國憲法》（構想案）。参政党發表的「新宪法」草案，重新將天皇神格化，採天皇主权说，定義日本為天皇統有的君民一体国家，而天皇主持國家祭祀、統合國民，為神圣不可侵犯。天皇可逕任命首相、公布法律、召集或解散國會、批准條約等，但一定要同意經内阁副署者。 仍維持內閣制，並禁止外资資助國內政党。
改革教育制度，看齐战前昭和思想，将「教育敕语」、「天皇诏勅」、「传统仪礼」、「爱国心」，甚至神道，列入教育「必須尊重」的對象；並將二戰前的「修身」科（類似於目前日本教育體系中「道德」科），歷史神話等內容列入必修。

### COVID-19对策
参政党提出，COVID-19的对策应基于病毒感染相关的正确科学知识，当前应尽早实现经济社会的正常化。该党提出的具体政策包括：戴口罩自由化，指出夏天戴口罩增加健康风险；将COVID-19的传染病指定分类从2类降到5类以下（与季节性流感相同）；废除对无症状者的PCR检查；经济社会活动正常化，废除国外入境限制；反对将非科学的国民行动限制和强制疫苗接种等紧急状态条款纳入宪法；反对“瘟疫条约”，即WHO赋予有法律强制力的国家指示权限；支持自愿非强制的疫苗接种，保护未接种疫苗人群的自由和人权，为疫苗副作用受害者提供具体救济方案。

## 選舉

### 眾議院
| 選舉                       | 当選席次(小選區 + 全國比例代表) | 席次增減 | 非改選 | 擁有席位/總席位 | 得票数（得票率）   | 得票数（得票率）   | 註記                                 |
| 選舉                       | 当選席次(小選區 + 全國比例代表) | 席次增減 | 非改選 | 擁有席位/總席位 | 選舉區得票         | 比例區得票         | 註記                                 |
| -------------------------- | ------------------------------- | -------- | ------ | --------------- | ------------------ | ------------------ | ------------------------------------ |
| 第50屆日本眾議院議員總選舉 | 3席 ( 0 + 3 )                   | ▲ 2      | 0      | 3 / 465         | 1,357,189（2.50%） | 1,870,347（3.43%） | 選前入黨+1。南關東比例・鈴木敦入黨。 |

### 參議院
| 選舉                         | 当選席次(小選區 + 全國比例代表) | 席次增減 | 非改選 | 擁有席位/總席位 | 得票数（得票率）    | 得票数（得票率）    | 註記                                 |
| 選舉                         | 当選席次(小選區 + 全國比例代表) | 席次增減 | 非改選 | 擁有席位/總席位 | 選舉區得票          | 比例區得票          | 註記                                 |
| ---------------------------- | ------------------------------- | -------- | ------ | --------------- | ------------------- | ------------------- | ------------------------------------ |
| 第26屆日本參議院議員通常選舉 | 1席 ( 0 + 1 )                   | ▲ 1      | 0      | 1 / 245         | 2,018,214（3.80%）  | 1,768,385（3.33%）  |                                      |
| 第27屆日本參議院議員通常選舉 | 14席 ( 7 + 7 )                  | ▲ 13     | 1      | 15 / 245        | 9,264,284（15.66%） | 7,425,053（12.55%） | 選前入黨+1。大阪選區・梅村瑞穗入黨。 |

## 组织
参政党自称“国民参与型政党”，意图与成员一起制定党的方针。关于政策，神谷表示“完全没有参与，虽然也有和我想法不同的地方，但我认为党员这样想就好了”。

### 党员、支持者
支持者每周会通过邮件发送一次活动报告和活动通知等。电子杂志会员每月500日元，除了上述之外，每周还会提供2次武田邦彦、吉野敏明、神谷宗币等人的语音电子杂志。普通党员每月1000日元，除了上述之外，还有参加政策学校“DIY学校”的资格。运营党员每月4000日元，除此之外，还有在政策会议上决定的政策立案中的投票权、参选议员的预备选举的投票权等。

## 支持群体
据政治学者萩野宽雄介绍，对以往以老年人为中心的政治感到失望的年轻一代成为了支持者的核心。根据JNN的调查，在2022年的参议院选举中，越年轻的一代投票给参政党的比例越高。此外，该党也以对现有政党感到不满的选民为目标，一些自民党官员表示担心，他们可能会从自民党手中夺走一些选票，因为两党都有保守的政策。同样在JNN的调查中，该党投票者回答“不支持岸田内阁”的比例约为6成，在比例区所有提名候选人的政党中最高。

## 相关事件
2020年结党时的成员KAZUYA后来退出该党，理由是“党相信深层政府等阴谋论，与现实相去甚远”。